# 藤原魚名
藤原魚名（ふじわら の うおな，養老5年（721年）—延曆2年（783年））是日本奈良時代的公卿，藤原房前的第五子。官位正二位、左大臣。
770年稱德天皇駕崩，藤原魚名與藤原百川、藤原永手等人擁立光仁天皇登基，隔年藤原魚名晉升大納言。然而，782年藤原魚名突然被免去職務，不久後去世。他的孫女是藤原小屎，桓武天皇的夫人。藤原魚名的後裔稱為藤原北家魚名流，藤原秀鄉、藤原顯輔皆為他的後人。
1. ↑  木本 2014，第22頁.
2. ↑  吉川真司「後佐保山陵」『続日本紀研究』331号、続日本紀研究会、2001年。/所収:吉川『律令体制史研究』岩波書店、2022年、290-291頁。ISBN 978-4-00-025584-4。